# Richard Hölzel
Richard Hölzel (* 27. September 1883 in Neuberg, Bezirk Asch / Böhmen; † 27. Juli 1934 in Kollerschlag, Oberösterreich) war ein österreichischer Revierinspektor der Gendarmerie und Opfer des Nationalsozialismus.

## Leben
Richard Hölzel (Vater: Johann Hölzel, Färber; Mutter: Margarete, geb. Wand), evangelisch Augsburgischen Bekenntnisses, war verheiratet mit Luzia Donabauer (* 30. November 1896 in Peilstein im Mühlviertel, † 31. Juli 1948 in Linz, das Ehepaar hatte keine Kinder). Hölzel war von 1918 bis 1920 Gendarm in Peilstein, dann in Wimsbach tätig. Aufgrund nationalsozialistischer Umtriebe wurde im September 1933 in Kollerschlag eine Gendarmerieexpositur eingerichtet, um eine verschärfte Grenzüberwachung zu ermöglichen. Das Kommando wurde interimistisch Hölzel übertragen. Hölzel sollte aber am 27. Juli 1934 wieder an seine frühere Dienststelle in Wimsbach versetzt werden und bereits am 26. Juni 1934 hatte der Rayonsinspektor Franz Wagner aus Pichl bei Wels das Expositurkommando übernommen. In der Nacht wurde Hölzel von einfallenden Nationalsozialisten ermordet. Am 30. Juli 1934 wurde Hölzel unter großer öffentlicher Anteilnahme auf dem Ortsfriedhof in Peilstein beerdigt.

## Der Überfall der Nationalsozialisten auf Kollerschlag

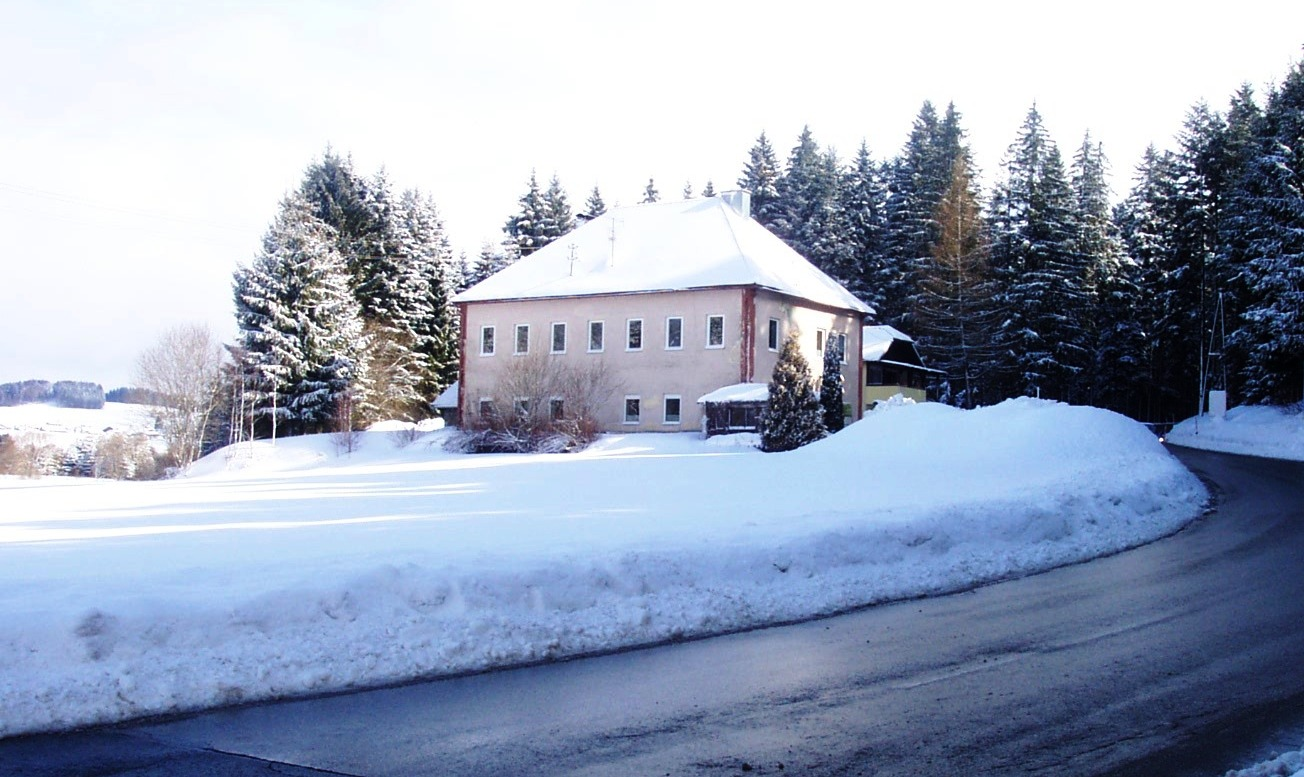
Grenzzollamt Hanging – heute in Privatbesitz

In der Nacht vom 26. zum 27. Juli 1934 griff eine Einheit der Österreichischen Legion von Wegscheid in Bayern kommend die Posten-Expositur der Gendarmerie in Kollerschlag an. Revierinspektor Hölzel, der interimistisch diese Expositur leitete, sollte am 27. Juli eigentlich auf den Posten Wimsbach versetzt werden, deshalb feierte er am Vorabend mit den Dorfhonoratioren seinen Abschied von Kollerschlag. Nach Mitternacht begann eine Schießerei zwischen den in Kollerschlag eingedrungenen Angehörigen der Österreichischen Legion und der spärlichen Besatzung des Gendarmeriepostens (zwei Gendarmeriebeamte und ein Schutzkorps-Mann). Revierinspektor Hölzel, der den Beamten zu Hilfe kommen wollte, eilte daraufhin in seine Wohnung und holte sich sein Gewehr. Auf dem Rückweg wurde er von einer Zivilperson mit den Worten „Herr Inspektor, wir sind ja Freunde“ angesprochen. Der Mann versuchte, Hölzel zu umarmen, und versetzte ihm dabei einen Messerstich in den Bauch und einen weiteren in die Hand. Hölzel brach zusammen, konnte aber noch einige Schüsse aus seinem Gewehr abgeben; dann wurde er von mehreren Gewehrgeschossen tödlich verletzt.
Der Mörder von Revierinspektor Hölzel wurde offiziell nie gefasst. Es gibt einen Brief des Legionärs Peter Mohr an seine Mutter, in dem er den Überfall auf Kollerschlag schildert und sich selbst als den Mörder des Revierinspektors Hölzel bezeichnet. Diese Selbstbezichtigung wurde aber von der Gendarmerie als „unzweifelhafte Aufschneiderei“ eingestuft. Auch heute existieren im Ort noch Gerüchte über den vermutlichen Täter. Von den 17 namentlich bekannten Teilnehmern an dem Überfall wird laut Aktenlage am stärksten Hans Hartmann, Sohn des Amtsarztes Eduard Hartmann (1875–1937) von Wegscheid, belastet, der Hölzel den Messerstich versetzt und selbst einen Stich in sein Gesäß durch das Bajonett von Hölzels Gewehr erhalten haben soll; Hartmann ist im Übrigen im Krieg gefallen. Für die Schüsse auf Hölzel wird Johann Geister verantwortlich gemacht. Ein Gerichtsverfahren konnte nicht eröffnet werden, da sich die Verdächtigten durch Flucht der Justiz entzogen und sich in ihren schriftlichen Einlassungen als völlig unschuldig dargestellt haben; so ist der Mord an dem Beamten gerichtlich nie aufgeklärt worden.

## Hintergrund

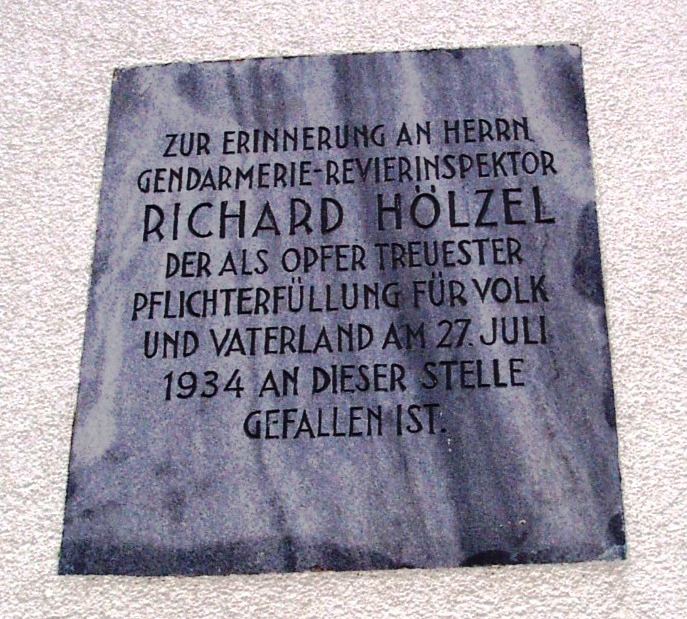
Gedenktafel für Revierinspektor Hölzel, angebracht am Gemeindeamt in Kollerschlag

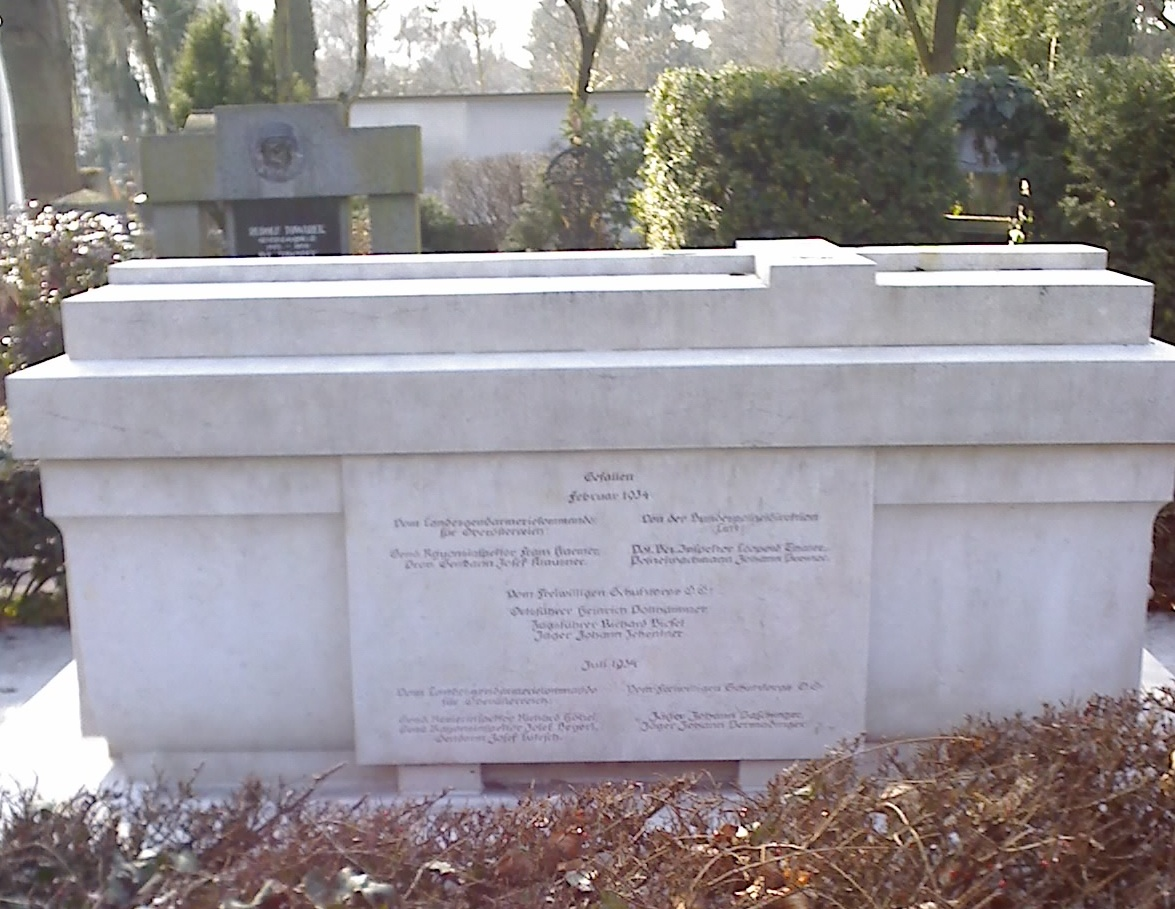
Denkmal im Barbarafriedhof in Linz

Am 25. Juli 1934 begann der sogenannte Juliputsch der Nationalsozialisten in Wien mit der Ermordung des österreichischen Bundeskanzlers Engelbert Dollfuß. Der Putsch war letztlich nicht erfolgreich, da Bundespräsident Wilhelm Miklas sehr schnell den Innenminister Kurt Schuschnigg mit der interimistischen Führung der Regierung beauftragte und durch Bundesheer, Polizei und Schutzkorps das Bundeskanzleramt abgeriegelt wurde, sodass noch am Abend des gleichen Tages die Putschisten kapitulieren mussten. Den Putschisten war es aber gelungen, ein Rundfunkgebäude in der Wiener Innenstadt einzunehmen und den Rundfunksprecher um 13.02 Uhr zu folgender Durchsage zu zwingen: „Die Regierung Dollfuß ist zurückgetreten. Dr. Rintelen hat die Regierungsgeschäfte übernommen.“ Dies sollte das Kennwort für die Alarmierung der SA und den Beginn des Aufstandes der Nationalsozialisten in ganz Österreich sein. Der Generaldirektor des Rundfunks konnte aber die Polizei verständigen und nach einem erbitterten Schusswechsel mussten sich die Nationalsozialisten im Rundfunksender um 15 Uhr ergeben. Obwohl also der Putsch aus NS-Sicht ein Fehlschlag war, brachen in einigen Teilen Österreichs lokale Aufstände aus.
So unternahm auch eine von Wegscheid kommende 30 bis 40 Mann starke Gruppe der Österreichischen Legion unter der Führung von SA-Standartenführer Hans Geister, ein ehemaliger und geflüchteter Pionierhauptmann aus Linz und Führer der SA-Brigade Oberösterreich in Regensburg, einen Angriff auf die Grenzzollämter in Hanging, Kriegwald und Haselbach und drang auch nach Kollerschlag vor. Sie wollten die Grenze für 500 Mann der Österreichischen Legion, die von Bayern anrückte, „freikämpfen“. Im Zollhaus Kriegwald wurde dabei ein dienstfreier Angehöriger des Schutzkorps, Johann Paschinger, von den Angreifern schwer verletzt und nach Breitenberg (Niederbayern) verschleppt, wo er an seinen schweren Verwundungen starb. Nachdem in Deutschland bekannt wurde, dass der Putsch in Wien gescheitert war, wurden die 90 von Regensburg aus anrückenden Lkws mit der Österreichischen Legion bei Straubing gestoppt und es kam nicht zu dem geplanten Einmarsch. Bei diesem Angriff war auch Robert Haider, der Vater des österreichischen Politikers Jörg Haider, mit dabei. Robert Haider war 1933 als SA-Mitglied bei nationalsozialistischen Schmieraktionen erwischt worden, konnte sich aber nach Deutschland absetzen und hatte sich dort der Österreichischen Legion angeschlossen. Ebenso waren an dem Angriff Anton Burger, der spätere Kommandant des Ghettos Theresienstadt, und Alois Treml, späterer nationalsozialistischer Kreisleiter von Rohrbach, beteiligt.
30 Legionäre fuhren nach dem Überfall auf das Grenzzollamt Hanging nach Kollerschlag weiter und verübten dort einen Feuerüberfall auf das Postenkommando. Obwohl das Postenkommando durch zwei Gendarmeriebeamte (Revierinspektor Anton Wagner und Gendarm Johann Zarhuber) sowie einen Schutzkorps-Mann (Johann Steidl) nur schwach besetzt war, gelang es den Angreifern nicht, es einzunehmen. Nach erfolglosen Angriffen mussten sich die Putschisten zurückziehen; bei den Kämpfen wurden zwei Putschisten getötet und mindestens fünf weitere verwundet. Ein Legionär war bereits bei dem Überfall auf Haselbach getötet worden. Ebenfalls starb bei dem Überfall Gendarmerie-Revierinspektor Hölzel. Die Legionäre zogen sich danach nach Deutschland zurück und wurden kurzfristig in Festungshaft nach Landsberg am Lech gebracht, was aber als „Ehrenhaft“ galt, denn dort war bekanntlich auch Adolf Hitler nach dem misslungenen Putsch in München inhaftiert gewesen. In der Nazipresse wurde versucht, die Ereignisse als rein innerösterreichische Angelegenheit zu verharmlosen; so schrieb etwa der Völkische Beobachter am 28. Juli 1934 unter der Überschrift „Österreichische Flüchtlinge an der deutschen Grenze verhaftet“:

„In der Gegend von Kollerschlag versuchten österreichische Flüchtlinge die deutsche Grenze zu erreichen. Hierbei entwickelte sich eine Schießerei mit schwerbewaffneten Heimwehrleuten. 8 Flüchtlinge erreichten teilweise verwundet die deutsche Grenze, wobei sie 3 österreichische Zollbeamte, die sich ihnen in den Weg stellten, überwältigten und sie über die Grenze schafften.“

In Oberösterreich wurden weitere und ebenso erfolglose Putschversuche in Wilhering (s. Josef Beyerl) und Laakirchen (s. Josef Maria Lukesch) vorgenommen, bei denen von den Nationalsozialisten ebenfalls Gendarmeriebeamte ermordet wurden.
Nach dem Anschluss Österreichs am 12. März 1938 wurden Gendarmeriebeamte, Schutzkorps- und Bundesheerangehörige, die an der Niederschlagung des Juliputsches beteiligt waren, von den Nazis verfolgt und endeten in einigen Fällen in Konzentrationslagern (vgl. hierzu den Fall des Hauptmann Rosenkranz, der als Kompanieführer den Nazi-Aufstand in Lamprechtshausen niederschlug und im KZ Sachsenhausen zu Tode kam).

## Ehrungen
Am 28. Oktober 1934 wurde in Gedenken an den in Kollerschlag ermordeten Revierinspektor Hölzel unter Anwesenheit des Landeshauptmanns Heinrich Gleißner und einer eindrucksvollen Öffentlichkeit eine Gedenktafel enthüllt. Die Inschrift lautete: „Zur Erinnerung an Herrn Gendarmerie-Inspektor Richard Hölzel, der als Opfer treuester Pflichterfüllung für Volk und Vaterland am 27. Juli 1934 an dieser Stelle gefallen ist.“ Diese Gedenktafel wurde in der NS-Zeit beseitigt und stattdessen wurde am 2. Juli 1938 eine Gedenktafel für die bei dem Putschversuch getöteten SA-Männer Fritz Obermüller, Franz Brunnbauer und Engelbert Regner am Gasthaus Brunnbauer in Kollerschlag angebracht. 1945 wurde diese Gedenktafel entfernt. Am 12. Juli des Jahres 1954, dem Gendarmeriegedenktag, wurde die Gedenktafel für Richard Hölzel, die sich heute am Gebäude der Gemeinde Kollerschlag befindet, wieder errichtet.
Zudem wurde in Linz am Barbarafriedhof am 23. Mai 1935 ein Denkmal für die im Februar 1934 (Aufstand der Sozialdemokraten, sogenannter Februaraufstand) und Juli 1934 (Juliputsch der Nationalsozialisten) gefallenen Bundesheerangehörigen, Gendarmeriebeamten und Schutzkorpsmänner errichtet, mit dem auch Gendarmerie-Revierinspektor Richard Hölzel gedacht wurde. Das Denkmal wurde 2010 renoviert.